# Wriothesley Noel (2e comte de Gainsborough)
Wriothesley Baptist Noel, 2e comte de Gainsborough (v. 1661 - 21 septembre 1690) est un pair anglais et député, appelé le vicomte Campden de 1683 à 1689.

## Biographie
Writhesley Noel est né vers 1661. Il est le fils d'Edward Noel (1er comte de Gainsborough). Il hérite du comté de Gainsborough en 1689. Il est député de Hampshire 1685-1689. Il est le Lord Lieutenant du Hampshire et le Lord Lieutenant du Rutland.
Il épouse Catherine Greville, fille de Fulke Greville, 5e baron Brooke de Beauchamps Court et Sarah Dashwood. Il n'a pas d'héritier masculin. Il est décédé le 21 septembre 1690. Son cousin, Baptiste Noel (3e comte de Gainsborough), fils de Baptist Noel et Susannah Fanshawe, fille de Thomas Fanshawe, lui succède. 